# Матвєєв Олександр Павлович (партійний діяч)
Олександр Павлович Матвєєв (26 грудня 1905, місто Москва — 1 серпня 1946, місто Брянськ, тепер Російська Федерація) — радянський партійний і державний діяч, організатор партизанського руху в роки німецько-радянської війни. Депутат Верховної Ради СРСР 1-го (обраний в березні 1941 року на додаткових виборах) і 2-го скликання.

## Біографія
Народився в Москві у родині волзького бурлака. У 1916 році закінчив чотирикласну початкову школу в місті Твері.
У лютому 1916 — березні 1917 року — учень-складач друкарні Билінкіна в Твері. У березні 1917 — листопаді 1919 року — учень-складач друкарні журналу «До світла» в Твері. У листопаді 1919 — квітні 1924 року — складач друкарні імені Карла Маркса в Твері. У 1920 році вступив до комсомолу.
У квітні 1924 — травні 1925 року — слухач Тверської губернської радянсько-партійної школи.
У травні 1925 — липні 1926 року — складач друкарні імені Карла Маркса в Твері.
Член РКП(б) з вересня 1925 року.
У липні 1926 — серпні 1927 року — завідувач відділу політичної просвіти районного комітету комсомолу (ВЛКСМ) у Твері. У серпні 1927 — вересні 1928 року — завідувач відділу праці і освіти Тверського повітово-міського комітету ВЛКСМ.
У вересні 1928 — червні 1930 року — відповідальний секретар Кімрського повітово-міського комітету ВЛКСМ Тверського округу.
У червні 1930 — серпні 1931 року — інструктор насіннєвого Колгоспного центру в Москві.
У серпні 1931 — січні 1933 року — завідувач організаційного відділу партійного комітету Центрального аерогідродинамічного інституту (ЦАГІ) в Москві.
У січні 1933 — березні 1934 року — студент Військово-повітряної академії РСЧА імені Жуковського у Москві.
У березні 1934 — червні 1935 року — заступник секретаря партійного комітету Московського авіаційного заводу № 39 імені Менжинського.
У червні 1935 — січні 1936 року — помічник завідувача відділу партійних кадрів Краснопресненського районного комітету ВКП(б) міста Москви.
У січні 1936 — серпні 1937 року — секретар партійного комітету Московського заводу «Тізприлад» Всесоюзного тресту точної індустрії Наркомату важкої промисловості СРСР.
У серпні — 9 вересня 1937 року — 2-й секретар Совєтського районного комітету ВКП(б) міста Москви.
13 вересня 1937 — лютий 1938 року — 2-й секретар Мінського міського комітету КП(б) Білорусії.
У лютому 1938 — 25 лютого 1941 року — 1-й секретар Мінського міського комітету КП(б) Білорусії.
Одночасно, у лютому 1938 — 4 березня (офіційно 27 березня) 1941 року — 1-й секретар Оргбюро ЦК КП(б) Білорусії по Мінській області, 1-й секретар Мінського обласного комітету КП(б) Білорусії.
26 лютого 1941 — 16 січня 1942 року — народний комісар внутрішніх справ БРСР. Після початку німецько-радянської війни виконував завдання РНК СРСР із організації випуску військової продукції у містах Новосибірську та Кемерово.
16 січня 1942 — 5 липня 1944 року — 1-й секретар Орловського обласного і міського комітетів ВКП(б). Одночасно, у січні 1942 — жовтні 1943 року — член Військової ради Брянського фронту. 30 травня 1942 — 1944 року — начальник Брянського штабу партизанського руху.
5 липня 1944 — 1 серпня 1946 року — 1-й секретар Брянського обласного і міського комітетів ВКП(б).
Помер і похований в місті Брянську.

## Звання
- старший майор державної безпеки (29.03.1941)

## Нагороди
- орден Леніна (7.03.1943)
- орден Трудового Червоного Прапора (28.02.1939)
- орден Вітчизняної війни I ступеня (1.02.1945)
- медаль «За оборону Москви»
- дві медалі